# Maro (Märtyrer)
Maro († Ende des 1. Jahrhunderts) war ein christlicher Märtyrer und Heiliger.
Maro wird als Heiliger am 15. April gemeinsam mit Eutyches und Victorinus verehrt, die wohl etwa zur selben Zeit, aber nicht gemeinsam mit ihm den Märtyrertod unter Kaiser Trajan erlitten. Sie sollen Sklaven aus dem Umfeld der Flavia Domitilla gewesen sein, die sie ins Exil auf die Insel Ponza begleitet haben. Die drei seien als Priester für die Kirche tätig gewesen und schließlich gefangen genommen und verschiedenen Foltern ausgesetzt worden: Eutyches sei von einem Aurelian zu Tode gegeißelt worden, Victorinus sei mit dem Kopf voran in eine Schwefelquelle gesteckt worden, bis er erstickt sei. Maro schließlich habe einen riesigen Felsblock schleppen müssen, sei von diesem aber wundersamer Weise nicht erdrückt worden; er sei daraufhin enthauptet worden. Einige Reliquien des Maro wurden schließlich nach Metz überführt.